# Butenafina
Butenafina (cloridrato) é um fármaco utilizado no tratamento de micoses de pele superficiais. Pertence a classe química das benzilaminas.